# 懷德伍德 (加利福尼亞州)
懷德伍德（英語：Wyldewood）是位於美國加利福尼亞州卡拉韋拉斯縣的一個非建制地區。該地的面積和人口皆未知。

## 地理
懷德伍德的座標為38°08′45″N 120°27′15″W / 38.14583°N 120.45417°W，而該地的平均海拔高度為704米（即2310英尺）。